# 钱七虎
钱七虎（1937年10月26日—），江苏昆山人，中国军事防护工程专家，中国工程院院士，对国防工程有重大贡献。

## 生平
钱七虎是江苏昆山淀山湖镇人。1937年淞沪战役不久，侵华日军占领上海，邻近的昆山县民众相继逃难。钱七虎母亲在逃难途中的一条小渔船上生下了他（1937年10月26日）。钱七虎七岁丧父，他母亲靠摆鱼摊养活五个孩子维持生计。中华人民共和国成立后，钱七虎考入上海中学，学习成绩名列前茅。当时中国急需军事人才，1954年，学校保送他去位于哈尔滨的中国人民解放军军事工程学院（哈军工），并加入中国人民解放军。1956年，加入中国共产党。1960年9月毕业，获得筑城专业学士学位，并留校任教。1961年8月，他赴苏联莫斯科古比雪夫军事工程学院攻读研究生；1965年7月，获得防护工程专业副博士学位。1965年回国，分配到中央军委工程兵科研设计所工作。还未报到，被改派到西安工程兵工程学院任教。文化大革命期间，因岳父被打成走资派，妻子被下放到五七干校，他受牵连，也被勒令到学院外训部任教，业余时间，他潜心进行防护工程技术研究。文化大革命结束后，1978年，他的成果《有限单元法及其在工程结构计算中的作用》获得全国科学大会重大科学成果奖。
1983年，他出任南京工程兵学院（即后来的工程兵工程学院、中国人民解放军陆军工程大学）院长。1988年授予少将军衔。1990年，被授予全国高校先进科技工作者称号，并批准为国家级有突出贡献的中青年专家。1992年12月28日，他负责的炮台山硐室爆破工程成功完成，实验使用了12000吨的炸药，总土方1082.2万立方米，50%抛入大海，是当时全球的最大爆破工程。该工程旨在炸掉珠海市西区炮台山，并为后面修建的珠海国际机场（三灶岛）奠定良好的空降环境。1994年，钱七虎当选为中国工程院院士。1996年，他离任工程兵工程学院院长，担任中国人民解放军总参谋部科技委常委，并担任中国人民解放军理工大学教授和博士生导师。此外他还兼任第八、第九届全国政协委员、中国工程院管理学部副主任、中国土木工程学会常务理事、防护工程分会理事长等职位。2003年，当选为中国岩石力学与工程学会第五届理事会理事长及国际岩石力学学会副主席（2007年连任）。
2019年1月8日，2018年度国家科学技术奖励大会在北京举行，刘永坦和钱七虎荣获2018年度国家最高科学技术奖。同年1月15日，在获得国家最高科学技术奖后，钱七虎将800万奖金全部捐献给家乡昆山，成立助学基金，资助更多品学兼优的贫困家庭子女。

## 研究
钱七虎是中国防护工程研究的主要贡献者。其防护工程主要是研究在核弹、炸弹爆炸后，建筑结构（特别是军事设备）的防护抵抗能力。他提出有限单元概念，主张通过计算机实验分析，解决孔口防护、大跨度防护门、柔性工事等问题。1980年后，他开始转向研究在冲击波作用下，土与结构动力的相互作用，并建立土中浅埋结构实用计算理论。此外他还进行国防工程与人防工程的规划管理，并领导了中国第一个人防建设与城市建设相结合的城市规划。

## 荣誉
2019年1月8日，和刘永坦院士共同获得国家最高科学技术奖。同年9月，被授予“全国敬业奉献模范”荣誉称号。
2022年7月27日，成为第二批八一勋章授勋者之一。